# 王子南出入口
王子南出入口（おうじみなみでいりぐち）は、東京都北区にある首都高速中央環状線のインターチェンジである。板橋JCT・5号池袋線方面の出入口のみ設置されているハーフインターチェンジである。

江北JCT方面の出入口のみ設置されている王子北出入口とセットでフルインターチェンジとみなすことができ、実際に王子北出入口への進入進出路は本出入口付近で本線と分かれて北本通り方面へ向かうが、一般道への出入口部は離れている。
尚、建設当初の仮称は王子第一出入口であった。

## 沿革
- 2015年3月29日 - 供用開始。

## 連絡する道路
- 東京都道306号明治通り
- 国道122号

## 周辺
- 京浜東北線・東京メトロ南北線王子駅
- 都電荒川線王子駅前停留所
- 国立印刷局王子工場
- お札と切手の博物館
- 飛鳥山公園
- 石神井川

など

## 隣
首都高速中央環状線
(C31)滝野川入口 - (C33)王子南出入口 - (C34)王子北出入口

### 入口
- ブース数：2
  - ETC専用：1
  - 一般：1